# Strażnica WOP Czajki

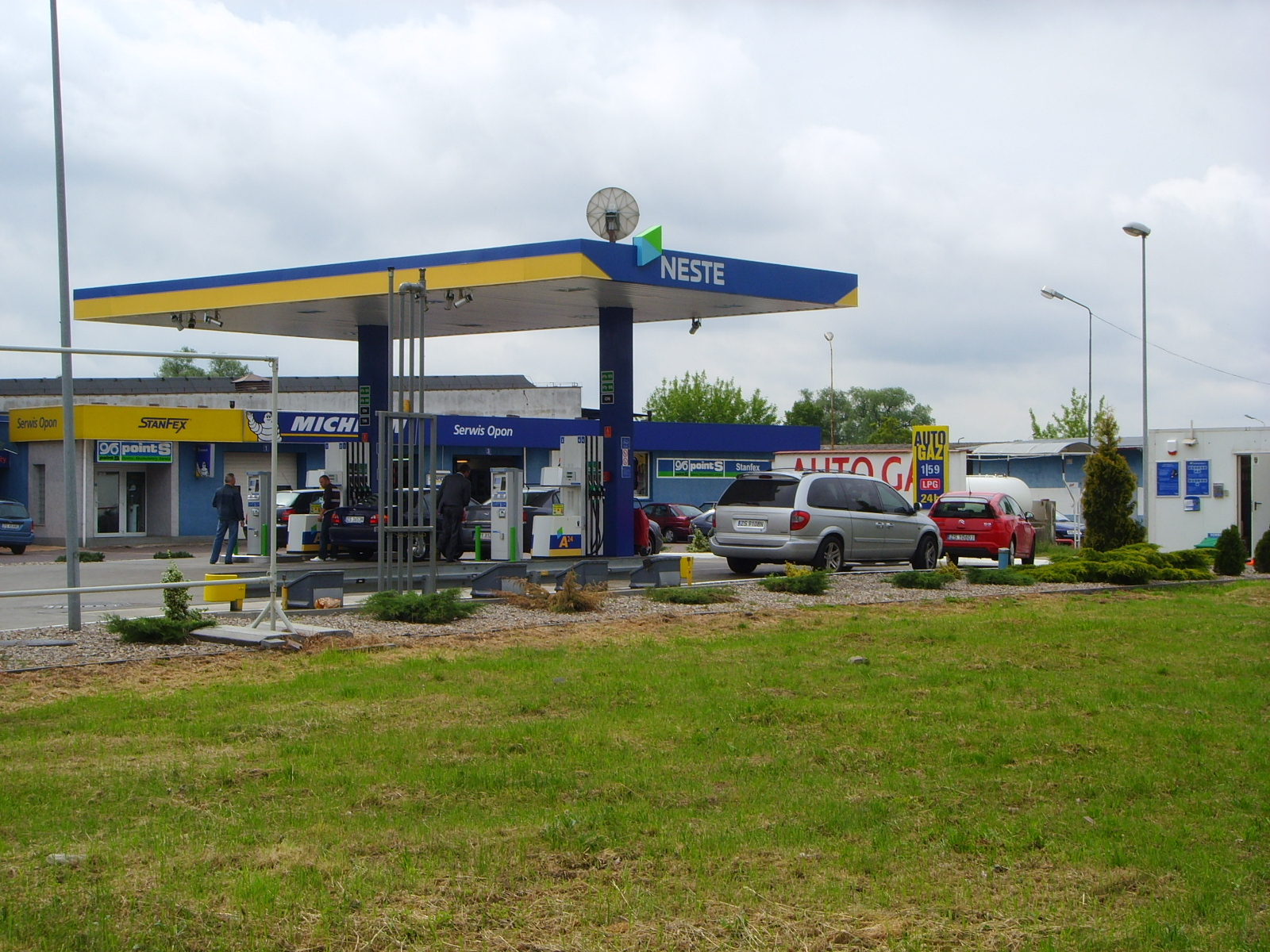
W tym miejscu była strażnica WOP "Czajki"

Strażnica WOP Czajki – podstawowy pododdział graniczny Wojsk Ochrony Pogranicza.

## Formowanie i zmiany organizacyjne
W początkach lat 50 XX w. strażnice portowe nr 6 i 7 stacjonowały przy ul. Gdańskiej w Szczecinie. W 1955 posiadały numery 29 i 30. Obie strażnicę połączono i utworzono kompanię portową nr 1 Czajki. W 1964 strażnica portowa nr 1 podlegała batalionowi portowemu WOP Szczecin.
23 strażnica WOP Czajki podlegała w 1968 batalionowi portowemu WOP Szczecin. Zabezpieczała statki bander państw obcych w rejonie przeładunków masowych.

## Dowódcy strażnicy/kompanii
- kpt. Jan Sielarz (1957–1960)

- p.o. por. Tadeusz Szczot (1960–1961)

- kpt. Jan Sielarz (1961–1962)

- por. Tadeusz Szczot (1962– co najmniej do 1965)